# 史密斯菲爾德 (伊利諾伊州)
史密斯菲爾德（英語：Smithfield）是位於美國伊利諾伊州富爾頓縣的一個村落。

## 地理
史密斯菲爾德的座標為40°28′23″N 90°17′34″W / 40.47306°N 90.29278°W，而該地最高點為海拔高度197米（即646英尺）。

## 人口
根據2010年美國人口普查的數據，史密斯菲爾德的面積為1.20平方千米，當中陸地面積為1.20平方千米，而水域面積為0.00平方千米。當地共有人口230人，而人口密度為每平方千米191人。